# ショパンの主題による変奏曲 (ラフマニノフ)

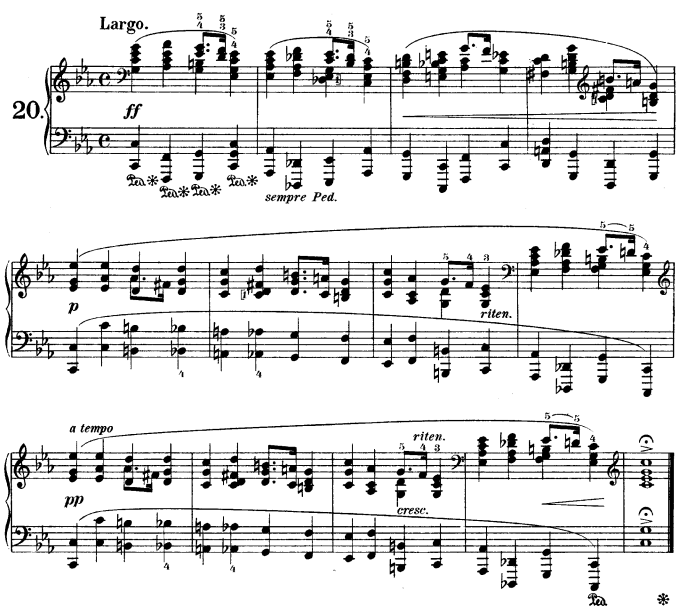
ショパンの原曲の楽譜。ラフマニノフは後半を削除して主題とした。

『ショパンの主題による変奏曲』（露: Вариации на тему Ф. Шопена）作品22は、セルゲイ・ラフマニノフのピアノ独奏のための変奏曲である。1902年から1903年にかけて作曲され、1903年に出版されて同年2月に作曲者自身により初演された。フレデリック・ショパンの前奏曲第20番ハ短調のコラール風の主題を22回変奏する、膨大な展開を広げる作品。
もともと原曲はアルフレッド・コルトーに「葬送」とあだ名されている、短いながら曲風壮大な作品であり、憂鬱な短調作品に名作を残すラフマニノフの得意ともいえる。特に原曲の複雑な半音階和声は素材としても適当で、名人芸と素材の和声から引用した複雑な旋律が繰りひろげられている。なお、ラフマニノフは初版において、任意で第7、10、12変奏を省略し、第22変奏のプレストを省略してハ長調で終わらせてもよいと明記している。
ちなみに、フェルッチョ・ブゾーニもこの主題による『ショパンのハ短調前奏曲による変奏曲と自由な形式のフーガ』作品22（1884年、カール・ライネッケに献呈）と『ショパンの主題による10の変奏曲』（作品番号なし、ジノ・ターリアピエトラに献呈）を作曲している。

## 構成
言及するもの以外はハ短調、4分の4拍子。
- 主題：ラルゴ
  - 原作は13小節だが、ラフマニノフは9小節目以降の4小節をカットして最後の小節につなげており、結果9小節となった。
- 第1変奏：モデラート
- 第2変奏：アレグロ
- 第3変奏：アレグロ
- 第4変奏：アレグロ、4分の3拍子
- 第5変奏：メノ・モッソ
- 第6変奏：メノ・モッソ、4分の6拍子
- 第7変奏：アレグロ
- 第8変奏：アレグロ
- 第9変奏：アレグロ
- 第10変奏：ピウ・ヴィヴァーチェ
- 第11変奏：レント、8分の12拍子
- 第12変奏：モデラート
- 第13変奏：ラルゴ
- 第14変奏：モデラート、4分の4拍子（4分の2拍子が挟まれる）
- 第15変奏：アレグロ・スケルツァンド、ヘ短調、8分の12拍子
- 第16変奏：レント、ヘ短調
- 第17変奏：グラーヴェ、変ロ短調
- 第18変奏：ピウ・モッソ、変ロ短調
- 第19変奏：アレグロ・ヴィヴァーチェ、イ長調
- 第20変奏：プレスト、嬰ハ短調、4分の3拍子
- 第21変奏：アンダンテ、4分の3拍子
  - 変ニ長調で始まり、ハ長調に転調する。
- 第22変奏：マエストーゾ-メノ・モッソ-プレスト、ハ長調、4分の3拍子